# A4高速公路 (羅馬尼亞)
A3高速公路（羅馬尼亞語：Autostrada A4）是羅馬尼亞一條部分通車的高速公路，連接最大海港城市康斯坦察和接壤保加利亞邊境的曼加利亞，完成後全長60公里。至2012年7月，已通車的路段長19.7公里。